# Kimilili
Kimilili – miasto w Kenii, w hrabstwie Bungoma. W 2019 liczyło 56 tys. mieszkańców.